# Ковыряние в носу
Ковыряние в носу — удаление из ноздрей засохшей носовой слизи или мусора при помощи пальца. Стимулом может послужить насморк, а также раздражение или зуд в носовой полости. Умеренное ковыряние не рассматривается отклонением от нормы, но чрезмерное увлечение этим занятием может свидетельствовать о психическом расстройстве. Для обозначения компульсивного ковыряния используется термин ринотиллексомания (лат. rhinotillexomania).
Ковыряние в носу является весьма распространённой привычкой, но в мировой литературе встречается достаточно мало информации о ней. В обществе данная привычка обычно вызывает неприязнь, и её стараются избегать, с пониманием обычно относятся к данной привычке лишь у детей. Маленькие дети могут ковыряться в носу на виду у людей, в то время как дети постарше стараются это делать незаметно. Однако ковыряние в носу может быть опасным, поскольку ногти на пальцах могут быть достаточно острыми для повреждения слизистой оболочки носа, также данная привычка является негигиеничной и есть риск занесения инфекции.
Наиболее частым осложнением является носовое кровотечение. Рекуррентные носовые кровотечения среди детей часто приписывают привычке ковыряния в носу. Реже в качестве осложнений могут возникнуть инфекции или перфорация носовой перегородки, постоянное ковыряние в носу также может приводить к хроническому воспалению, а ринотиллексомания — к редко встречающимся более серьёзным повреждениям носа. С ковырянием в носу ассоциируется колонизация полости носа золотистым стафилококком, в некоторых случаях ковыряние в носу может быть причиной колонизации.
В целях предотвращения повреждений из-за ковыряния в носу могут помочь коротко подстриженные ногти на пальцах, а гигиена рук может помочь в скорейшем заживлении повреждений. В случае обычной привычки может помочь нанесение на пальцы безвредных ароматических веществ, которые будут тут же чувствоваться при поднесении пальца к носу. Стойкая же навязчивая привычка может сигнализировать о потребности в психиатрической консультации.

## Физиологические основы
Нос выполняет важную физиологическую функцию в дыхании и обонянии. Внутренняя поверхность носовых проходов покрыта мембраной с сетью из большого количества сосудов и нервов, проходящий по носовым ходам воздух контактирует со значительной частью поверхности мембраны. Мембрана постоянно омывается слизью, контактируя с которой воздух увлажняется и согревается, если он холодный, или охлаждается, если он горячий, в результате чего он становится более подходящим для попадания в бронхи и лёгкие, для которых сухой воздух выступает в роли раздражителя. Также нос играет роль очищающего фильтра для воздуха — грязь, пыль и другие мелкие инородные частицы прилипают к вязкой слизи, а клетки реснитчатого эпителия ритмичными движениями своих ресничек продвигают слизь в сторону горла, где она автоматически проглатывается. Таким образом нос защищает лёгкие от попадания в них инородных частиц. Кроме обонятельных рецепторов, в носу масса чувствительных окончаний. Попадание в нос посторонних частиц или засохшая слизь раздражают чувствительные рецепторы и вызывают чихательный рефлекс. Организму необходимо поддерживать полость носа в чистоте. В случае образования по тем или иным причинам густой слизи, смешанной с грязью, могут образовываться твёрдые комки, не способные к транспортировке реснитчатым эпителием. Человек может попытаться удалить такие комки из носа при помощи пальца. В этом смысле ковыряние в носу — физиологически оправданная процедура.

## Ринотиллексомания
Медики различают привычку ковырять в носу и ковыряние в носу, связанное с психиатрическим или психологическим расстройством. Для обозначения болезненного ковыряния часто используется термин ринотиллексомания, впервые данное расстройство было описано в 1995 году. Ринотиллексомания классифицируется как обсессивно-компульсивное или связанное с таковым расстройство, куда входят также телесное дисморфическое расстройство, трихотилломания и экскориационное расстройство. Чаще всего встречается у детей и среди молодёжи.
Ринотиллексоманией привычка ковырять в носу считается в том случае, если она мешает социальному взаимодействию, выполнению повседневной деятельности или приводит к каким-либо физическим последствиям. Сообщений о серьёзных разрушениях носовой полости в результате ринотиллексомании немного, известны случаи кровоточащего носа, перфорации носовой перегородки и значительного разрушения носовых раковин и ткани слизистой. Пациенты с ринотиллексоманией часто проходят через многих специалистов и обращаются к сторонним специалистам в поисках альтернативного мнения, прежде чем будет установлен диагноз, а для исключения физиологического заболевания проводятся различные обследования и анализы.
Помимо ринотиллексомании частое ковыряние в носу может быть также связано и с другими расстройствами, включая онихотилломанию, онихофагию, невротическую экскориацию.

## Распространённость привычки
Американские учёные Джефферсон и Томпсон исследовали распространённость привычки ковырять в носу среди населения штата Висконсин. Они разработали вопросник, который разослали по почте. В вопроснике ковырянию носа давалось научное определение: «Введение пальца (или другого предмета) в нос с целью удаления засохших носовых выделений» («Insertion of a finger (or other object) into the nose with the intention of removing dried nasal secretions»). Выяснилось, что ковыряют в носу около 91 % опрошенных. Однако только 75 % из них полагали, что ковыряет в носу практически каждый. Один из опрошенных посвящал ковырянию 2 часа в день. Двое повредили себе нос. Некоторые также грызли ногти (18 %), пощипывали кожу (20 %) и выдёргивали волосы (6 %). Исследователи заключили, что в большинстве случаев ковыряние в носу — лишь привычка, но в некоторых случаях она переходит в грань патологии.
Учёные Андраде и Срихари пришли к аналогичным выводам. Они провели опрос двухсот учащихся городских школ. Практически каждый из опрошенных признал, что он ковыряет в носу — в среднем четыре раза в день. 17 % опрошенных признались, что ковыряние в носу для них — серьёзная проблема. Во многих случаях ковырянию сопутствовали и другие вредные привычки, например, покусывание ногтей. Ковыряние в носу заканчивалось кровотечением у 25 % школьников. Исследователи пришли к выводу, что медики-эпидемиологи и специалисты по носовой полости должны обратить серьёзное внимание на эту широко распространённую проблему. Американский учёный Марк Абрахамс включил раздел об этой работе индийских учёных в свою книгу о необычных исследованиях, а шнобелевский комитет наградил авторов Шнобелевской премией.